# Acanthinevania lucida
Acanthinevania lucida är en stekelart som först beskrevs av August Schletterer 1889.  Acanthinevania lucida ingår i släktet Acanthinevania och familjen hungersteklar. Inga underarter finns listade i Catalogue of Life.